# Elena de Montemayor y Mejía
Elena de Montemayor y Mejía   (Madrid, 1547 - Madrid, 8 de juliol de 1602) va ser una dama castellana, esdevinguda religiosa de les carmelites descalces durant la seva viduïtat, adoptant el nom religiós Elena de la Cruz.
Va néixer a Madrid el 1547. Era filla del llicenciat Hernando de Montemayor, advocat dels Reials Consells, i de Catalina Mejía, ambdós d'origen noble. Va créixer dintre del cànon que s'esperava a l'època de discreció i virtut. S'acostuma a dir que no tenia el menor interès en contraure matrimoni ateses les seves inclinacions religioses, tanmateix els seus pares van voler que es casés en arribar a l'edat núbil, a fi de tenir un hereu.
D'entre els pretendents que va tenir, va ser casada amb Antoni Anglès, secretari del virrei de Catalunya, amb qui va tenir un fill i una filla. Actuà com a esposa i mare mentre va estar casada, a més de dur a terme accions de caritat cristiana. Poc després del segon naixement, va morir el seu marit i ella va quedar a càrrec dels seus fills. Llavors, refusant noves propostes de matrimoni i malgrat les estreteses econòmiques per algú vidu, Montemayor va centrar-se en l'educació dels seus fills, que al acabarien esdevenint religiosos del monestir de Santo Domingo de Silos i de la Concepción Jerónima, respectivament.
Al final de la seva vida, va renunciar a tots els seus béns materials i va entrar, el 1587, al convent de Santa Ana de religioses carmelites descalces. Va ser la quarta novícia d'aquest convent i va professar l'abril de l'any següent. Destacà com a membre de la comunitat per la seva humilitat, cortesia, caritat, així com l'obediència a les seves superiores. A més, es va confessar molt sovint i, segons fra José de San Francisco, per a Montemayor les penitències imposades mai eren prou. El 1598 va patir una forta caiguda que li va provocar dolors durant molt de temps, de fet va morir quatre anys més tard, el 8 de juliol de 1602, a conseqüència de la mateixa, després de 14 anys com a religiosa.